# Thamir bin Abd al-Aziz Al Saud
Thāmir bin ʿAbd al-ʿAzīz Āl Saʿūd (in arabo ثامر بن عبد العزيز آل سعود‎?; Riyad, 1937 – San Francisco, 27 giugno 1958) è stato un principe saudita, membro della famiglia reale Al Saʿūd.

## Biografia
Il principe Thamir è nato a Riyad nel 1937, figlio del re ʿAbd al-ʿAzīz e di Nuf bint Nawwaf bin Nuri Al Shaalan che si erano sposati nel 1935.Aveva due fratelli germani, Mamdūḥ e Mashhūr.
Dopo gli studi coranici tradizionali in patria si era recato negli Stati Uniti per frequentare l'università, ma morì prematuramente a San Francisco. Secondo le fonti arabe il decesso è avvenuto per un incidente stradale. Secondo le fonti occidentali il giovane principe è morto suicida.
Al rientro in patria la salma è stata accolta da re Sa'ud e da molti funzionari e cittadini comuni.

## Vita privata
Era sposato con una nipote, la principessa Seeta, figlia del futuro re Abd Allah, e con Sharifa bint Muhammad bin Abd Allah. Quest'ultima gli diede il suo unico figlio, Faysal.

## Albero genealogico
|                                   |                 |                            | Genitori                           |  |  | Nonni |  |  | Bisnonni        |  |  | Trisnonni                     |  |
|                                   |                 |                            |                                    |  |  |       |  |  | Fayṣal Āl Saʿūd |  |  | Turkī bin ʿAbd Allāh Āl Saʿūd |  |
|                                   |                 |                            |                                    |  |  |       |  |  | Fayṣal Āl Saʿūd |  |  | Turkī bin ʿAbd Allāh Āl Saʿūd |  |
|                                   |                 | Hia bint Ḥamad Tamīmī      |                                    |  |  |       |  |  | Fayṣal Āl Saʿūd |  |  |                               |  |
| ʿAbd al-Raḥmān Āl Saʿūd           |                 |                            |                                    |  |  |       |  |  | Fayṣal Āl Saʿūd |  |  |                               |  |
|                                   |                 | Sāra bint Misharī Āl Saʿūd | Misharī b. ʿAbd al-Raḥmān b. Saʿūd |  |  |       |  |  |                 |  |  |                               |  |
|                                   |                 | Sāra bint Misharī Āl Saʿūd | Misharī b. ʿAbd al-Raḥmān b. Saʿūd |  |  |       |  |  |                 |  |  |                               |  |
|                                   |                 | Sāra bint Misharī Āl Saʿūd | …                                  |  |  |       |  |  |                 |  |  |                               |  |
| ʿAbd al-ʿAzīz dell'Arabia Saudita |                 | Sāra bint Misharī Āl Saʿūd |                                    |  |  |       |  |  |                 |  |  |                               |  |
|                                   |                 | Aḥmad al-Kabīr al-Sudayrī  | Muḥammad b. Turkī al-Sudayrī       |  |  |       |  |  |                 |  |  |                               |  |
|                                   |                 | Aḥmad al-Kabīr al-Sudayrī  | Muḥammad b. Turkī al-Sudayrī       |  |  |       |  |  |                 |  |  |                               |  |
|                                   |                 | Aḥmad al-Kabīr al-Sudayrī  | …                                  |  |  |       |  |  |                 |  |  |                               |  |
| Sāra bint Aḥmad al-Sudayrī        |                 | Aḥmad al-Kabīr al-Sudayrī  |                                    |  |  |       |  |  |                 |  |  |                               |  |
|                                   |                 | …                          | …                                  |  |  |       |  |  |                 |  |  |                               |  |
|                                   |                 | …                          | …                                  |  |  |       |  |  |                 |  |  |                               |  |
|                                   |                 | …                          | …                                  |  |  |       |  |  |                 |  |  |                               |  |
| Thamir bin 'Abd al-'Aziz Al Sa'ud |                 | …                          |                                    |  |  |       |  |  |                 |  |  |                               |  |
|                                   | Nūrī al-Shaʿlān | …                          |                                    |  |  |       |  |  |                 |  |  |                               |  |
|                                   | Nūrī al-Shaʿlān | …                          |                                    |  |  |       |  |  |                 |  |  |                               |  |
|                                   | Nūrī al-Shaʿlān | …                          |                                    |  |  |       |  |  |                 |  |  |                               |  |
| Nawwāf b. Nūrī al-Shaʿlān         | Nūrī al-Shaʿlān |                            |                                    |  |  |       |  |  |                 |  |  |                               |  |
|                                   |                 | …                          | …                                  |  |  |       |  |  |                 |  |  |                               |  |
|                                   |                 | …                          | …                                  |  |  |       |  |  |                 |  |  |                               |  |
|                                   |                 | …                          | …                                  |  |  |       |  |  |                 |  |  |                               |  |
| Nuf bt. Nawwāf b. Nūrī al-Shaʿlān |                 | …                          |                                    |  |  |       |  |  |                 |  |  |                               |  |
|                                   |                 | …                          | …                                  |  |  |       |  |  |                 |  |  |                               |  |
|                                   |                 | …                          | …                                  |  |  |       |  |  |                 |  |  |                               |  |
|                                   |                 | …                          | …                                  |  |  |       |  |  |                 |  |  |                               |  |
| …                                 |                 | …                          |                                    |  |  |       |  |  |                 |  |  |                               |  |
|                                   |                 | …                          | …                                  |  |  |       |  |  |                 |  |  |                               |  |
|                                   |                 | …                          | …                                  |  |  |       |  |  |                 |  |  |                               |  |
|                                   |                 | …                          | …                                  |  |  |       |  |  |                 |  |  |                               |  |
|                                   |                 | …                          |                                    |  |  |       |  |  |                 |  |  |                               |  |